# Triscaedecia
Triscaedecia is een geslacht van vlinders van de familie waaiermotten (Alucitidae).

## Soorten
- T. dactyloptera Hampson, 1905
- T. septemdactyla Pagenstecher, 1900